# 록시 세인트
록시 세인트(Roxy Saint, 1977년 11월 5일 ~ )는 미국의 배우, 음악 프로듀서, 작곡가, 영화배우, 기타 연주자이다.
로스앤젤레스에서 태어났다.

## 영화
- 좀비 스트리퍼스 (2008년)